# Marjolein Buis
Marjolein Buis, née le 11 janvier 1988, est une joueuse néerlandaise de tennis en fauteuil roulant.
Elle a été numéro 1 en double, discipline dans laquelle elle a été championne paralympique. Elle a aussi remporté plusieurs titres du Grand Chelem, dont un en simple.

## Carrière
Marjolein Buis est née à Nimègue, aux Pays-Bas. À l'âge de 14 ans, elle commence à rencontrer des problèmes lors de la marche. Il s'avère qu'elle a une maladie du tissu conjonctif, le syndrome d'Ehlers-Danlos, qui affecte la stabilité de ses articulations. Elle ne sera jamais en mesure de pratiquer un sport.
À l'âge de 17 ans, elle découvre le tennis en fauteuil roulant. En 2010, après avoir obtenu un diplôme en Travail Social, elle devient joueuse de tennis à plein temps. Elle participe aux Jeux paralympiques de Londres, en 2012 ; elle y atteint les quarts de finale en simple, et y remporte une médaille d'or dans le double féminin avec sa partenaire Esther Vergeer.
En 2016, à Roland-Garros, elle remporte le titre en simple. Elle gagne ensuite la médaille d'argent en double dames aux Jeux paralympiques de Rio en 2016 avec Diede de Groot. Dans son temps libre, elle fait des études de psychologie.

## Palmarès

### Jeux paralympiques
- Jeux paralympiques d'été de 2012 à Londres
  -  médaillée d'or en double dames avec Esther Vergeer

- Jeux paralympiques d'été de 2016 à Rio de Janeiro
  -  médaillée d'argent en double dames avec Diede de Groot

### Titres enGrand Chelem
- Open d'Australie :
  - en double dames en 2016 et 2018 avec Yui Kamiji

- Roland-Garros :
  - en simple en 2016
  - en double dames en 2012 avec Esther Vergeer et 2017 avec Yui Kamiji

- US Open :
  - en double dames en 2017 avec Diede de Groot

### Masters

#### Victoires au Masters en double (2)
| Année | Lieu   | Partenaire     | Finalistes                         | Résultat |
| ----- | ------ | -------------- | ---------------------------------- | -------- |
| 2017  | Bemmel | Diede de Groot | Sabine Ellerbrock / Aniek van Koot | 6-2, 6-4 |
| 2018  | Bemmel | Aniek van Koot | Louise Hunt / Dana Mathewson       | 6-3, 6-1 |